# Списък с филмите на „Метро-Голдуин-Майер“ (2000 – 2009)
Това е списък с филмите, които са продуцирани, копродуцирани и/или разпространени от Metro-Goldwyn-Mayer, и пуснати през 2000–2009 г.
| Премиера             | Заглавие                                  | Бележки |
| -------------------- | ----------------------------------------- | --- |
| 14 януари 2000 г.    | Супернова                                 | |
| 1 март 2000 г.       | Фаталният трети удар                      | |
| 7 април 2000 г.      | Върни се при мен                          | |
| 11 август 2000 г.    | Есен в Ню Йорк                            | копродукция с Lakeshore Entertainment |
| 13 януари 2001 г.    | Антитръст                                 | |
| 9 февруари 2001 г.   | Ханибал                                   | единствено разпространение в САЩ копродукция с Universal Pictures, Scott Free Productions и Dino De Laurentiis Company                                                                         |
| 23 март 2001 г.      | Фатални жени                              | |
| 11 март 2001 г.      | Джоси и котенцата                         | международно единствено разпространение копродукция с Universal Pictures, Marc Platt Productions и Riverdale Productions                                                                       |
| 1 юни 2001 г.        | Лош късмет                                | копродукция с Hyde Park Entertainment и Turman/Morrisey Productions |
| 13 юли 2001 г.       | Професия блондинка                        | |
| 3 август 2001 г.     | Първороден грях                           | копродукция с Hyde Park Entertainment и Di Novi Pictures |
| 12 октомври 2001 г.  | Бандити                                   | копродукция с Hyde Park Entertainment, Cheyenne Enterprises и Baltimore/Cold Spring Creek Pictures                                                                                             |
| 8 февруари 2002 г.   | Ролербол                                  | копродукция с Mosaic Media Group |
| 15 февруари 2002 г.  | Войната на Харт                           | копродукция с Cheyenne Enterprises, Ladd Films и David Forster Productions |
| 14 юни 2002 г.       | Гласът на вятъра                          | копродукция с Lion Rock |
| 12 юли 2002 г.       | Ловецът на крокодили: Сблъсъкът           | копродукция с Animal Planet и Cheyenne Enterprises |
| 13 септември 2002 г. | Бръснарницата                             | копродукция с Cube Vision и State Street Pictures |
| 14 октомври 2002 г.  | Червеният дракон                          | копродукция с Universal Pictures, Dino De Laurentiis Company и Scott Free Productions |
| 22 ноември 2002 г.   | Не умирай днес                            | копродукция с Danjaq LLC и Eon Productions |
| 17 януари 2003 г.    | Мъжки работи                              | копродукция с Ladd Films |
| 14 март 2003 г.      | Агент Коди Банкс                          | копродукция с Maverick Films, Dylan Sellers Productions и Splendid Pictures |
| 16 април 2003 г.     | Бронираният монах                         | копродукция с Lakeshore Entertainment, Lion Rock Productions и Mosaic Media Group |
| 25 април 2003 г.     | Семейна черта                             | разпространител в САЩ копродукция с Buena Vista Pictures и Further Films |
| 2 юли 2003 г.        | Професия блондинка 2                      | |
| 15 август 2003 г.    | Градски момичета                          | копродукция с GreeneStreet Films |
| 29 август 2003 г.    | Легендата за Джони Линго                  | |
| 3 октомври 2003 г.   | Почти невинен                             | копродукция с Original Film и Monarch Pictures |
| 10 октомври 2003 г.  | Добро куче                                | копродукция с Jim Henson Pictures |
| 6 февруари 2004 г.   | Бръснарницата 2: Обратно в бизнеса        | копродукция с Cube Vision и State Street Pictures |
| 12 март 2004 г.      | Агент Коди Банкс 2: Дестинация Лондон     | копродукция с Maverick Films, Dylan Sellers Productions и Splendid Pictures |
| 2 април 2004 г.      | Гордо изправен                            | копродукция с Hyde Park Entertainment, Mandeville Films и WWE Films |
| 28 май 2004 г.       | Купон на борда                            | |
| 2 юли 2004 г.        | Вечната музика                            | |
| 9 юли 2004 г.        | Купон с преспиване                        | копродукция с Landscape Entertainment и Woodstock Productions |
| 3 септември 2004 г.  | Срещи в парка                             | копродукция с Lakeshore Entertainment |
| 4 февруари 2005 г.   | Да плуваш срещу течението                 | |
| 18 февруари 2005 г.  | По-голям от небето                        | |
| 4 март 2005 г.       | Игра по ноти                              | копродукция с Jersey Films и Double Feature Films |
| 30 март 2005 г.      | Салон за красота                          | |
| 15 април 2005 г.     | Ужасът в Амитивил                         | единствено разпространение в САЩ копродукция с Dimension Films, Platinum Dunes и Radar Pictures                                                                                                |
| 6 май 2005 г.        | Джимини Глик в Ла-ла-вуд                  | единствено разпространение продуциран от Gold Circle Films |
| 26 август 2005 г.    | Братя Грим                                | копродукция с Dimension Films, Atlas Entertainment, Mosaic Media Group, The Weinstein Company и Summit Entertainment разпространен от Miramax Films                                            |
| 16 септември 2005 г. | Цар на войната                            | некредитиран копродукция с Lions Gate Films, Entertainment Manufacturing Company, Ascendant Pictures, VIP Medienfonds и Saturn Films                                                           |
| 30 септември 2005 г. | Опасно синьо                              | единствено международно разпространение копродукция с Columbia Pictures и Mandalay Pictures |
| 23 ноември 2005 г.   | Твоите, моите и нашите                    | копродукция с Paramount Pictures, Columbia Pictures, Nickelodeon Movies и Robert Simonds Productions римейк на едноименния филм от 1968 г.                                                     |
| 27 януари 2006 г.    | Бавачката Макфий                          | единствено кредитиране копродукция с Universal Pictures, Working Title Films и StudioCanal |
| 10 февруари 2006 г.  | Розовата пантера                          | единствено международно разпространение копродукция с Columbia Pictures и Robert Simonds Productions                                                                                           |
| 31 март 2006 г.      | Първичен инстинкт 2                       | единствено разпространение в САЩ копродукция с Intermedia Films и C2 Pictures |
| 7 април 2006 г.      | Късметът на Слевин                        | единствено разпространение в САЩ продуциран от The Weinstein Company, Ascendant Pictures, Capitol Films и FilmEngine                                                                           |
| 21 юли 2006 г.       | Продавачи 2                               | единствено разпространение в САЩ продуциран от The Weinstein Company и View Askew Productions                                                                                                  |
| 18 август 2006 г.    | Материални момичета                       | копродукция с Arclight Films и Maverick Films |
| 22 септември 2006 г. | Ескадрилата                               | копродукция с Skydance Productions, Electric Entertainment и Centropolis Entertainment |
| 29 септември 2006 г. | Училище за гадняри                        | единствено разпространение в САЩ продуциран от The Weinstein Company, Dimension Films и Media Talent Group                                                                                     |
| 6 октомври 2006 г.   | Алекс Райдър: Операция „Стормбрейкър“     | единствено разпространение в САЩ продуциран от The Weinstein Company, Isle of Man Film, Capitol Films и UK Film Council                                                                        |
| 10 ноември 2006 г.   | Партитурите на Бетовен                    | единствено разпространение в САЩ копродукция с Sidney Kimmel Entertainment |
| 10 ноември 2006 г.   | Черни дни                                 | единствено разпространение в САЩ продуциран от The Weinstein Company, Summit Entertainment и Bauer Martinez Entertainment                                                                      |
| 17 ноември 2006 г.   | Казино Роял                               | копродукция с Columbia Pictures, Danjaq LLC, Eon Productions и Studio Babelsberg |
| 23 ноември 2006 г.   | Боби                                      | единствено разпространение в САЩ продуциран от The Weinstein Company и Bold Films |
| 1 декември 2006 г.   | Ван Уайлдър 2                             | единствено разпространение в САЩ копродукция с Bauer Martinez Entertainment, Tapestry Films и Myriad Pictures                                                                                  |
| 3 декември 2006 г.   | Госпожица Потър                           | единствено разпространение в САЩ продуциран от The Weinstein Company, Phoenix Pictures, Summit Entertainment, BBC Films и Isle of Man Film                                                     |
| 15 декември 2006 г.  | Домът на смелите                          | копродукция с Millennium Films и Nu Image |
| 20 декември 2006 г.  | Роки Балбоа                               | международно разпространение копродукция с Columbia Pictures, Revolution Studios и Chartoff/Winkler Productions                                                                                |
| 25 декември 2006 г.  | Черна Коледа                              | единствено разпространение в САЩ продуциран от The Weinstein Company, Dimension Films, 2929 Entertainment и Hard Eight Pictures                                                                |
| 29 декември 2006 г.  | Златното момиче                           | единствено разпространение в САЩ продуциран от The Weinstein Company и Myriad Pictures |
| 12 януари 2007 г.    | Артур и минимоите                         | единствено разпространение в САЩ продуциран от The Weinstein Company, EuropaCorp, Avalanche Productions, Metro Voices и Canal+                                                                 |
| 26 януари 2007 г.    | Кръв и шоколад                            | копродукция с Lakeshore Entertainment |
| 9 февруари 2007 г.   | Взлом                                     | единствено разпространение в САЩ продуциран от The Weinstein Company, Miramax Films и Mirage Enterprises                                                                                       |
| 9 февруари 2007 г.   | Ханибал: Потеклото                        | единствено разпространение в САЩ продуциран от The Weinstein Company и Dino De Laurentiis Company                                                                                              |
| 2 март 2007 г.       | Две седмици                               | |
| 16 март 2007 г.      | Предчувствие                              | копродукция с TriStar Pictures, Hyde Park Entertainment и Offspring Entertainment |
| 4 май 2007 г.        | Летящият шотландец                        | |
| 11 май 2007 г.       | Старо гадже                               | единствено разпространение в САЩ продуциран от The Weinstein Company и 2929 Entertainment |
| 1 юни 2007 г.        | Господин Брукс                            | единствено разпространение в САЩ копродукция с Element Films, Tig Productions и Relativity Media                                                                                               |
| 15 юни 2007 г.       | DOA: Жив или мъртъв                       | единствено разпространение в САЩ продуциран от The Weinstein Company, Dimension Films, Constantin Film, Impact Pictures, VIP Medienfonds, Mindfire Entertainment и Bernd Eichinger Productions |
| 22 юни 2007 г.       | 1408                                      | единствено разпространение в САЩ продуциран от Dimension Films, Di Bonaventura Pictures и The Weinstein Company                                                                                |
| 4 юли 2007 г.        | Зората на спасението                      | |
| 27 юли 2007 г.       | Who's Your Caddy?                         | единствено разпространение в САЩ продуциран от The Weinstein Company, Dimension Films и Our Stories Films                                                                                      |
| 17 август 2007 г.    | Смърт на погребение                       | |
| 24 август 2007 г.    | Нани                                      | единствено разпространение в САЩ продуциран от The Weinstein Company |
| 31 август 2007 г.    | Хелоуин                                   | единствено разпространение в САЩ продуциран от The Weinstein Company, Dimension Films, Nightfall Productions и Trancas International                                                           |
| 7 септември 2007 г.  | Her Best Move                             | |
| 14 септември 2007 г. | Ловът на Хънт                             | единствено разпространение в САЩ продуциран от The Weinstein Company, Intermedia Films и QED International                                                                                     |
| 28 септември 2007 г. | Любовен пир                               | копродуциран с Lakeshore Entertainment |
| 12 октомври 2007 г.  | Ларс и истинското момиче                  | копродуциран с Sidney Kimmel Entertainment |
| 26 октомври 2007 г.  | Music Within                              | |
| 9 ноември 2007 г.    | Офицери и пешки                           | копродуциран с United Artists |
| 21 ноември 2007 г.   | Мъглата                                   | единствено разпространение в САЩ продуциран от The Weinstein Company, Dimension Films и Darkwoods Productions                                                                                  |
| 30 ноември 2007 г.   | Буден                                     | единствено разпространение в САЩ продуциран от The Weinstein Company |
| 25 декември 2007 г.  | Великите дебатьори                        | единствено разпространение в САЩ продуциран от The Weinstein Company |
| 22 февруари 2008 г.  | Чарли Бартлет                             | |
| 28 март 2008 г.      | Супергеройски филм                        | единствено разпространение в САЩ продуциран от The Weinstein Company и Dimension Films |
| 18 април 2008 г.     | Патология                                 | копродукция с Lakeshore Entertainment |
| 25 април 2008 г.     | Сделка                                    | копродукция с Tag Entertainment |
| 13 юли 2008 г.       | Представи си това                         | копродукция с MGM Television |
| 15 август 2008 г.    | Вики, Кристина, Барселона                 | единствено разпространение в САЩ продуциран от The Weinstein Company и Gravier Productions |
| 22 август 2008 г.    | Далечна стрелба                           | единствено разпространение в САЩ продуциран от The Weinstein Company и Dimension Films |
| 29 август 2008 г.    | Колеж                                     | |
| 19 септември 2008 г. | Игор                                      | единствено разпространение в САЩ копродукция с Exodus Film Group и Sparx Animation Studios |
| 3 октомври 2008 г.   | Как да губиш приятели и да дразниш хората | единствено разпространение в САЩ копродукция с HanWay Films, Film4 Productions, LipSync Productions и UK Film Council                                                                          |
| 31 октомври 2008 г.  | В другия край на линията                  | |
| 31 октомври 2008 г.  | Зак и Мири правят порно                   | единствено разпространение в САЩ продуциран от The Weinstein Company и View Askew Productions                                                                                                  |
| 7 ноември 2008 г.    | Солистът                                  | единствено разпространение в САЩ продуциран от The Weinstein Company, Dimension Films и Friendly Films                                                                                         |
| 14 ноември 2008 г.   | Спектър на утехата                        | единствено разпространение в САЩ копродукция с Columbia Pictures и Eon Productions |
| 25 ноември 2008 г.   | Операция Валкирия                         | копродукция с United Artists, Bad Hat Harry Productions и Babelsberg Studio |
| 6 февруари 2009 г.   | Розовата пантера 2                        | единствено разпространение в САЩ копродукция с Columbia Pictures и Robert Simonds Productions                                                                                                  |
| 6 февруари 2009 г.   | Фенове                                    | единствено разпространение в САЩ продуциран от The Weinstein Company и Trigger Street Productions                                                                                              |
| 12 юни 2009 г.       | Ударът Пелам 123                          | копродукция с Columbia Pictures, Relativity Media, Escape Artists и Scott Free Productions |
| 25 септември 2009 г. | Слава                                     | единствено разпространение в САЩ продуциран от United Artists и Lakeshore Entertainment |